# 山田勝盛
山田 勝盛（やまだ かつもり）は、戦国時代から安土桃山時代にかけての武将。織田氏の家臣。

## 生涯
織田信長の馬廻を務め、弓衆100人を預かる身分であった。永禄12年（1569年）8月、伊勢国大河内城の戦いでは柴田勝家の隊に組み込まれ、東より大河内城を囲んだ。元亀元年（1570年）9月の志賀の陣、元亀2年（1571年）5月第一次長島侵攻に参陣。元亀3年（1572年）4月の河内国交野城救援にも参加した。
天正2年（1574年）7月から始まった第三次長島侵攻には織田信忠に属して市江口より攻め込んだ。同年9月29日、長島願証寺が降伏して退去しようとしたが、信長はこれを受け入れず、一揆勢が船で逃げようとするところに一斉攻撃をかけた。一揆の総指揮をとっていた顕忍や下間頼旦は弾丸に倒れたが、一揆兵は捨て身の反撃に出て本陣に突入、この際に勝盛も討死した。享年37。

## その他
大河内城の戦いで尺限廻番衆に名を連ねた「山田左衛門尉」とは名前が酷似しているが交名に別々に表記されている為、別人であろう。